# Alice Amter

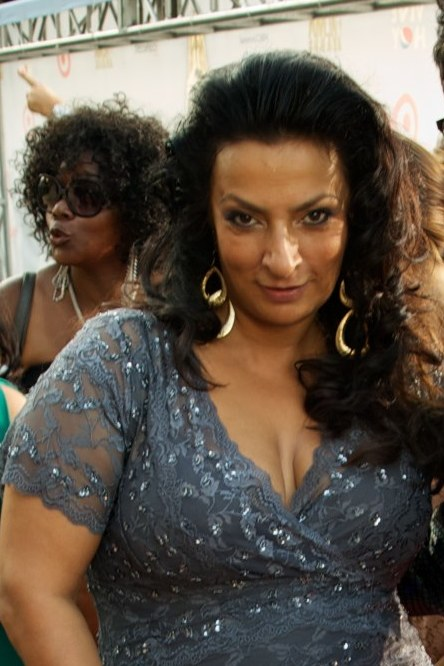
Alice Amter (2012)

Alice Amter (* 11. Mai 1966 in Birmingham als Alice Edwards) ist eine britische Schauspielerin. Besonders bekannt ist sie für ihre Rolle als Mrs. Koothrappali in der Sitcom The Big Bang Theory.

## Leben
Amter wuchs in Handsworth in Birmingham auf und wohnte anschließend in Edgbaston, Rubery und Leamington Spa, wo sie eine Zeit lang im Kinderheim lebte. Sie studierte an der University of Wolverhampton und schloss mit einem Bachelor of Arts in Lebende Sprache und Internationale Beziehungen ab.
Amter lebte bereits in Frankreich, Japan, Deutschland und seit den frühen 1990ern in Los Angeles, USA.
1998 begann sie ihre Schauspielkarriere mit einer Nebenrolle als Dr. Miriam Nagarvala in Emergency Room – Die Notaufnahme. Es folgten Rollen in diversen Fernsehfilmen und Serien, unter anderem 2007 in The Big Bang Theory.

## Filmografie (Auswahl)
- 1998: Emergency Room – Die Notaufnahme (ER, Fernsehserie, zwei Folgen)
- 1999: Frat Ratz (Fernsehserie, eine Folge)
- 2000: The Privateers
- 2000: Strong Medicine: Zwei Ärztinnen wie Feuer und Eis (Strong Medicine, Fernsehserie, eine Folge)
- 2000: Mirror, Mirror IV: Reflection
- 2000: Sinbad: Beyond the Veil of Mists
- 2001: Für alle Fälle Amy (Judging Amy, Fernsehserie, eine Folge)
- 2002: Pacino Is Missing
- 2002: Cedric the Entertainer Presents (Fernsehserie, eine Folge)
- 2002: Money for Mercy (Dawg)
- 2002: The Good Girl
- 2002–2003: Presidio Med (Fernsehserie, drei Folgen)
- 2003: Exorcism
- 2003: Extreme Rage
- 2003: Hunting of Man
- 2004: Rent-a-Person (Kurzfilm)
- 2005: Pit Fighter
- 2006: Prometheus and the Butcher (Kurzfilm)
- 2007: The Drucker Files (Kurzfilm)
- 2007: 'Til Death (Fernsehserie, eine Folge)
- 2007: American Zombie
- 2007–2015: The Big Bang Theory (Fernsehserie, zehn Folgen)
- 2008: Skip Tracer
- 2009: The Cleaner (Fernsehserie, eine Folge)
- 2009: Penance
- 2010: Infection: The Invasion Begins
- 2010: The Whole Truth (Fernsehserie, eine Folge)
- 2010: Outsourced (Fernsehserie, eine Folge)
- 2011: General Hospital (Fernsehserie, eine Folge)
- 2013: The Book of Daniel
- 2013: Hot in Cleveland (Fernsehserie, eine Folge)
- 2013: The Mentalist (Fernsehserie, eine Folge)
- 2015: Chasing Life (Fernsehserie, eine Folge)
- 2016: Rosewood (Fernsehserie, eine Folge)
- 2016: Navy CIS: L.A. (NCIS: Los Angeles, Fernsehserie, eine Folge)
- 2017: Scandal (Fernsehserie, eine Folge)
- 2020: Noch nie in meinem Leben … (Fernsehserie, eine Folge)
- 2021: Mythic Quest: Raven’s Banquet (Fernsehserie, eine Folge)